# Michael Redmond

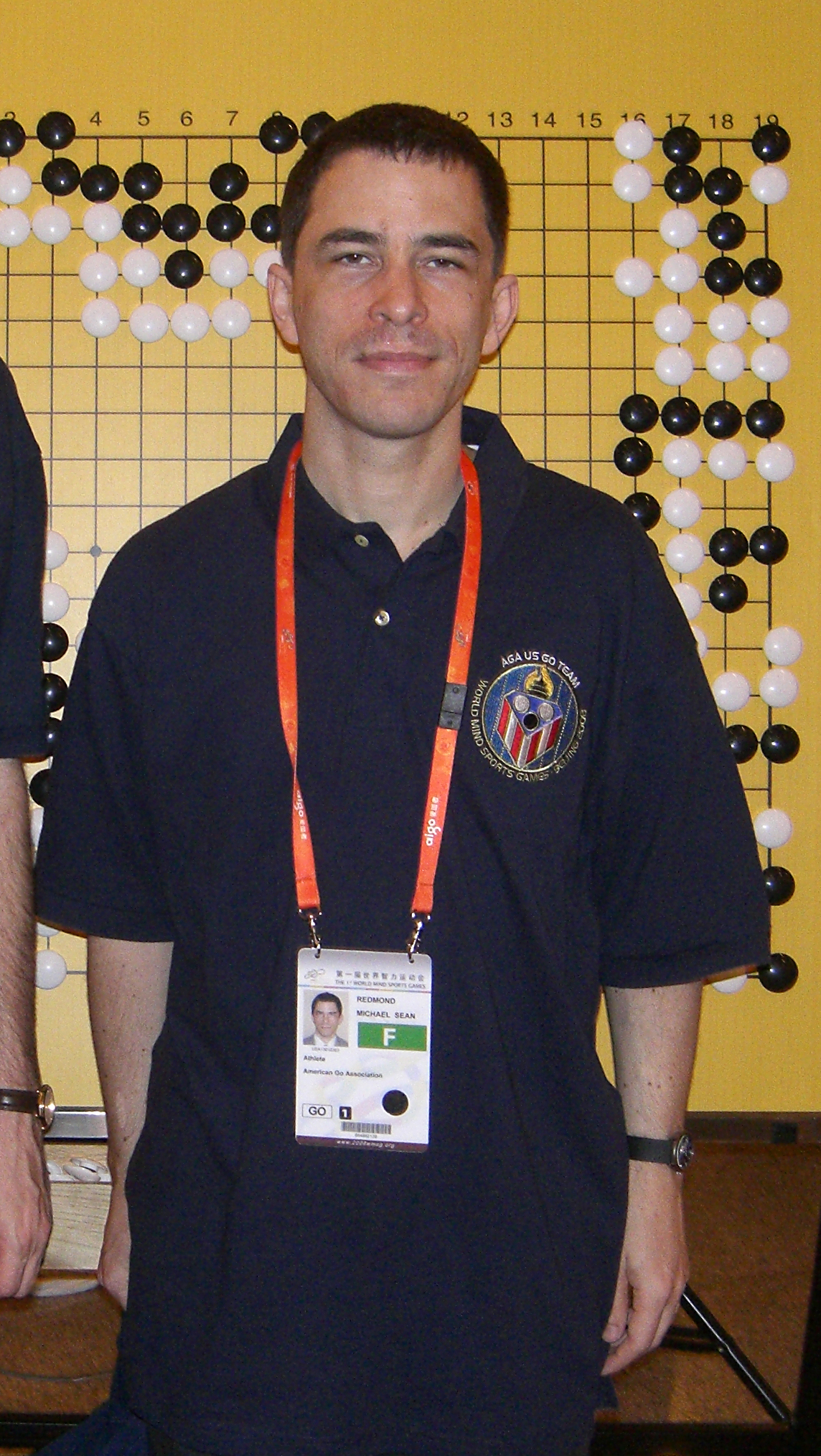
Michael Redmond

Michael Sean Redmond (* 25. Mai 1963 in Santa Barbara, Kalifornien, USA) ist ein professioneller US-amerikanischer Go-Spieler und einer der wenigen westlichen Profis in diesem von ostasiatischen Spielern dominierten Sport. Er hat Go-Literatur publiziert, als Kommentator für den Kanal NHK gearbeitet und ist Sponsor vieler Aktivitäten rund um das Go-Spiel, wie zum Beispiel des Redmond Cup.
Er gilt als einer der stärksten westlichen Go-Spieler und hält seit dem Jahr 2000 den 9. Profi-Dan, die höchstmögliche Einstufung eines Spielers im Go. Er war der erste westliche Go-Spieler überhaupt, der diesen Rang erreichte.

## Biographie
Michael Redmond begann im Alter von elf Jahren mit dem Go-Spielen und wurde mit 14 ein Insei (Schüler) beim Nihon Ki-in in Japan. Mit 18 Jahren wurde ihm der 1. Profi-Dan Rang verliehen, der 2. Profi-Dan folgte im selben Jahr. Den 3. Profi-Dan bekam er 1983 und war zu diesem Zeitpunkt der erste westliche Spieler, der diesen Rang erreicht hatte. Den 5. Profi-Dan erhielt er 1985, den 8. Profi-Dan 1996 und den 9. und letzten im Jahr 2000.
In seiner Karriere hat Michael Redmond bislang keinen Titel errungen, belegte jedoch 1990 den zweiten Platz beim NEC Shun-Ei und 1992 den zweiten Platz beim Shinjin-O. Zudem erreichte er beim Fujitsu Cup, dem Tong Yang Cup und dem Gosei Turnier (2006) jeweils das Halbfinale. 2010 gelang ihm beim 36. Tengen Turnier der Einzug in das Viertelfinale. Im selben Jahr schlug er Cho U in der ersten Runde des 17. Agon Turniers.
Im August 2006 unterrichtete er beim AGA East Coast Go Camp in Pennsylvania und nahm am 22. jährlichen US Go Congress in Black Mountain, US-Bundesstaat North Carolina, teil.
Für seine Kommentatorentätigkeit von Go-Spielen wurde er 2005 zum besten Kommentator des Kanals NHK gewählt.
Im Jahr 2016 kommentierte er die Google DeepMind Challenge, bei der die auf maschinellem Lernen basierende KI AlphaGo gegen den vielfachen Weltmeister Lee Sedol antrat.

## Persönliches
Michael Redmond ist mit der chinesischen Profi-Go-Spielerin Niu Xian-Xian verheiratet. Das Paar hat zwei Töchter. Er lebt in Tokio, Japan.

## Bibliographie
- Michael Redmond: The ABC’s of Attack and Defense. Slate & Shell, Richmond, Virginia 2002, ISBN 1-932001-00-X